# امریکن سوپرکانداکتر
امریکن سوپرکانداکتر (انگلیسی: American Superconductor) شرکت فناوری اطلاعات آمریکایی است، که در سال ۱۹۸۷ تأسیس شد.